# Newsweek Champions Cup and the Virginia Slims of Indian Wells 1989
Newsweek Champions Cup 1989 і Virginia Slims of Indian Wells 1989 тенісні турніри, що проходили на відкритих кортах з твердим покриттям. Це був 16-й турнір Мастерс Індіан-Веллс. Належав до Nabisco Grand Prix 1989 і турнірів 4-ї категорії Туру WTA 1989. І чоловічий і жіночий турніри відбулись у Grand Champions Resort у Індіан-Веллс (США). Чоловічий турнір тривав з 13 до 20 березня 1989 року, жіночий - з 6 до 12 березня 1989 року.

## Фінали

### Одиночний розряд, чоловіки
Мілослав Мечирж —  Яннік Ноа 3–6, 2–6, 6–1, 6–2, 6–3
- Для Мечиржа це був 2-й титул за сезон і 20-й - за кар'єру.

### Одиночний розряд, жінки
Мануела Малеєва —  Дженні Бірн 6–4, 6–1
- Для Малеєвої це був 1-й титул за рік і 13-й — за кар'єру.

### Парний розряд, чоловіки
Борис Бекер /  Якоб Гласек —  Кевін Каррен /  Девід Пейт 7–6, 7–5
- Для Беккера це був 3-й титул за сезон і 30-й - за кар'єру. Для Гласека це був 2-й титул за сезон і 8-й - за кар'єру.

### Парний розряд, жінки
Гана Мандлікова /  Пем Шрайвер —  Розалін Феербенк /  Гретхен Магерс 6–3, 6–7(4–7), 6–3
- Для Мандлікової це був 1-й титул за рік і 29-й — за кар'єру. Для Шрайвер це був 5-й титул за сезон і 121-й — за кар'єру.